# سیارک ۱۵۰۸۸
سیارک ۱۵۰۸۸ (به انگلیسی: 15088 Licitra، نامگذاری:1999CK82) پانزده هزار و هشتاد و هشتمین سیارک کشف شده‌است که در ۱۰ فوریه ۱۹۹۹ کشف شد.
قدر مطلق سیارک برابر ۱۷.۰ است.